# Parabita
Parabita ist eine südostitalienische Gemeinde (comune).

## Geografie

Lage der Gemeinde innerhalb der Provinz Lecce

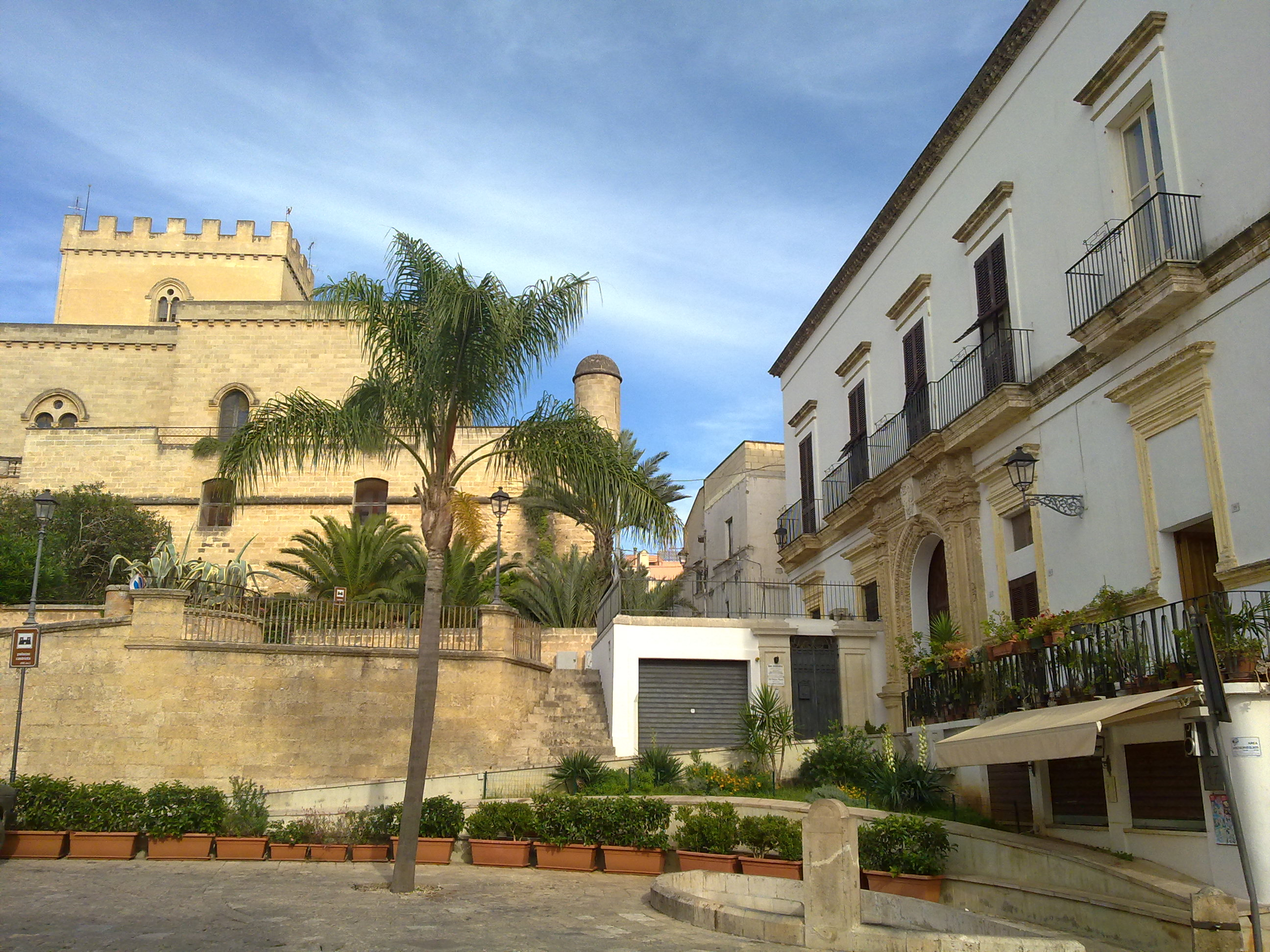
Kastell und Palast Castriota

Parabita hat 8676 Einwohner (Stand 31. Dezember 2023). Es liegt in der Provinz Lecce in Apulien, etwa 34 Kilometer südlich der Stadt Lecce und etwa 10,5 Kilometer östlich von Gallipoli. Parabita liegt im Zentrum des südlichen Salento.

## Geschichte
Die Messapier siedelten in der Gegend ab 800 vor Christus. Die heutige Siedlung Parabita wurde nach 927 errichtet, nachdem die Sarazenen die Siedlungen im Salento zerstört hatten. Zahlreiche Kirchenbauten entstanden in der Feudalzeit.

## Verkehr
Die Gemeinde liegt an den ehemaligen Strade Statali 459 di Parabita und Strada Statale 475 di Casarano, die aber zur Provinzstraße herabgestuft wurde.
Der Bahnhof von Parabita liegt an der Bahnstrecke Novoli–Gagliano Leuca nahe der Kirche Santa Maria della Coltura.

## Persönlichkeiten
- Ippazio Fracasso-Baacke  (* 1960 in Parabita), italienisch-deutscher Bildender Künstler und Art Music Videoregisseur